# Adonis (mythologie)

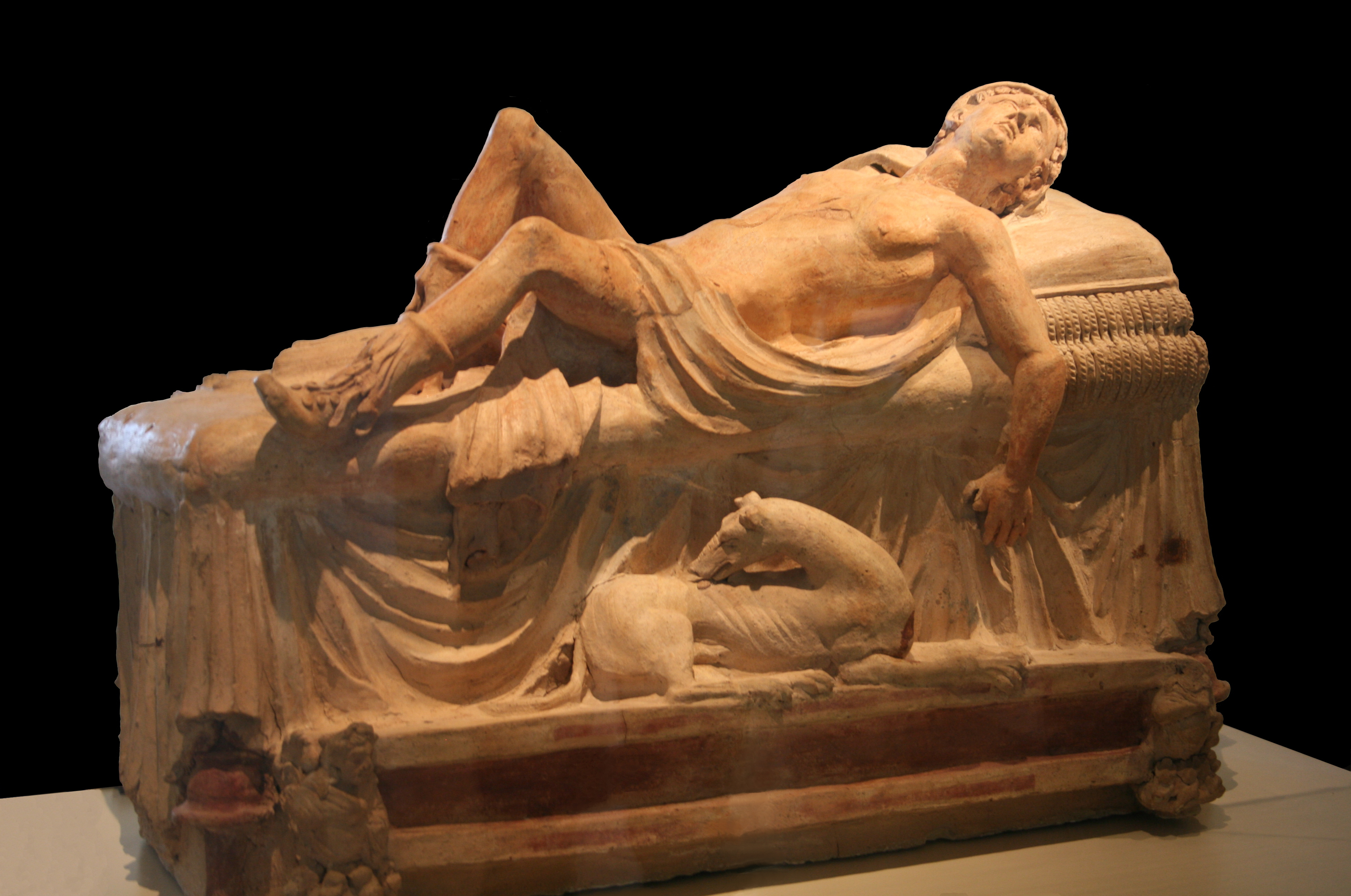
Stervende Adonis - Museo Gegoriano Etrusco (Vaticaanse Musea)

Adonis (Oudgrieks: Ἄδωνις) is een figuur uit de Griekse en Fenicische mythologie. De naam van deze godheid komt eenvoudig van het Fenicische Adon, dat 'heer' betekent. Net als de Fenicische Adon werd met Adonis de geliefde van de godin aangeduid, een jaarlijks stervende en herrijzende god. Adonis was de geliefde van Aphrodite of Venus. 

## Babylonië
Bij de Babyloniërs was Tammuz de zoon-minnaar van Ishtar. Hij werd jaarlijks geslachtofferd in de gedaante van een onschuldig lam.
Adonis komt van het Fenicische Adon, wat net als Baäl 'heer' betekent. Dit was in feite de aanspreektitel van de Babylonische god Tammuz. Hij werd vooral in Byblos door de Kanaänieten vereerd. Zijn cultus werd door Fenicische kolonisten ook overgebracht naar Cyprus, waar zijn jaarlijkse dood en wedergeboorte werd opgenomen in de cultus rond Aphrodite.
Het bewenen van zijn dood was onderwerp van de cultus, die lang op vele plaatsen in het Midden-Oosten, beoefend werd. Dit wordt ook in de Bijbel vermeld, tot afschuw van de profeet Ezechiël (8.14-15). Door sommige Israëlieten - vooral door vrouwen - werd de dood van "De Tammuz" tot in de tempel van Jeruzalem jaarlijks nog tot in 720 v.Chr. beweend.
Een belangrijk centrum in de verering van Adonis was Bethlehem. De heilige Hiëronymus vermeldde dat in deze plaats Tammuz (Adonis), de geliefde van Venus (Aphrodite of Astarte) werd vereerd bij een heilig bos bij een grot, waar jaarlijks werd gerouwd om zijn dood.
Hij werd volgens de legende als een herdersjongen grootgebracht, maar was eigenlijk de zoon van de godin. Hij was als baby al zo mooi, dat de godin van de onderwereld hem eigenlijk niet meer terug wilde geven, toen hij in een houten kist bij haar in bewaring gegeven was.
Dat ging niet door, maar toen Tammuz een jongeling geworden was, werd hij tijdens de jacht door een wild zwijn aan een boom gespietst.
Weeklagend boog zijn geliefde, Inanna een jonge incarnatie van de godin, zich over het lichaam. Ze legde zich er niet bij neer en daalde af in de onderwereld om de ziel van de jongen terug te halen. Daar moest ze vechten met Eresjkigal, haar zuster, maar eigenlijk de donkere zijde van zichzelf. Ze kreeg haar zin, ten dele, want ieder jaar moest Tammuz ook weer terug.

## Fenicië
In Fenicië (Syrië) en Palestina werd Adonis/Tammuz vereerd als de god van het graan, dat sterft onder de maalsteen om tot brood gebakken te worden. Zo werd Adonis/Tammuz in Bethlehem (letterlijk 'huis van het brood') als de god van het brood vereerd. Adonis was omwille van zijn jeugdige schoonheid symbool van de lente en de opbloeiende natuur.

## Griekse mythologie

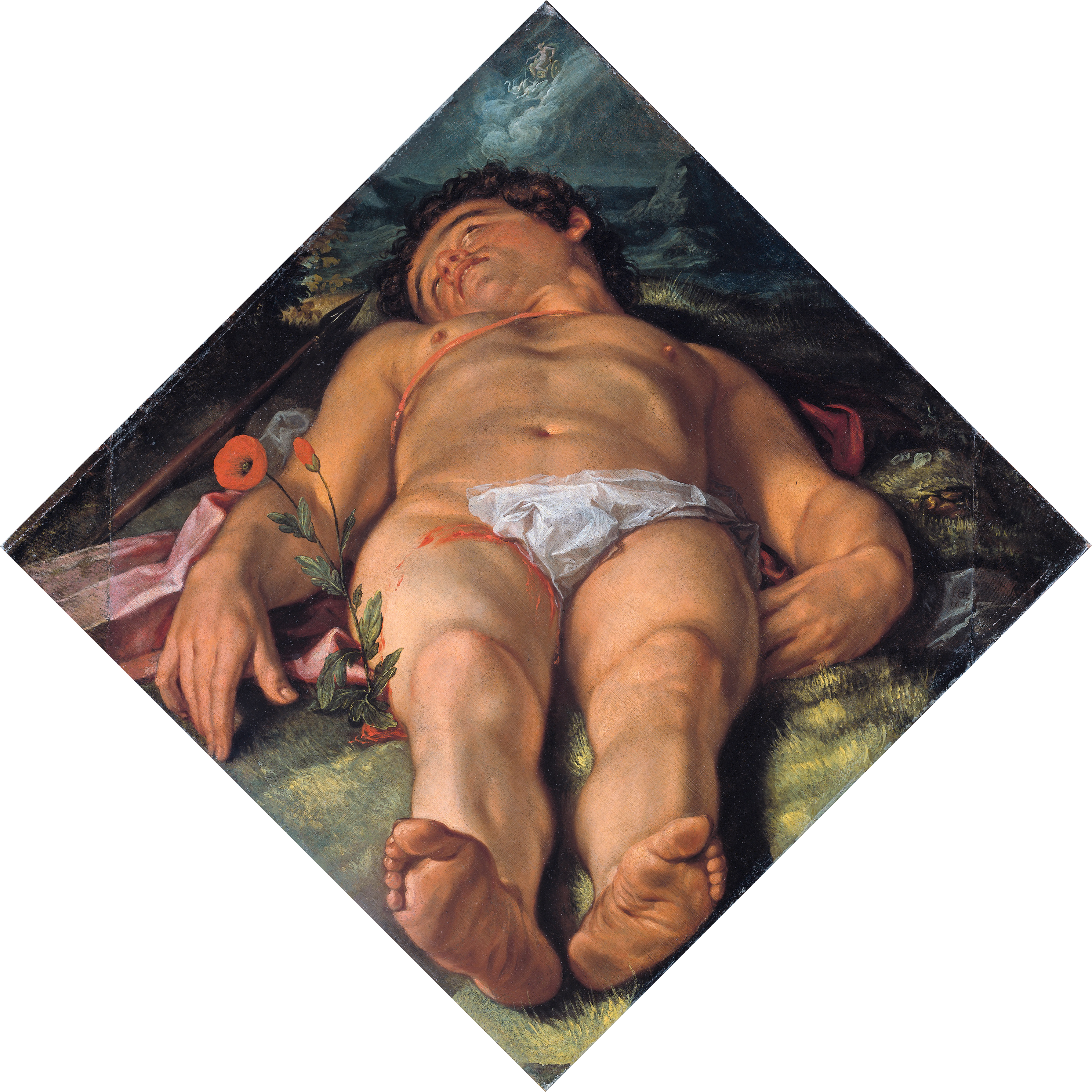
Stervende Adonis van Hendrick Goltzius

Volgens de Griekse mythologie werd Adonis in het huidige Libanon geboren uit de incestueuze liefde van de prinses Myrrha en haar vader, Cinyras. Toen Cinyras ontdekte dat hij met zijn dochter had geslapen wilde hij haar doden, maar de goden veranderden haar in een mirreboom. Na negen maanden baarde de boom een beeldschoon jongetje, Adonis. De godinnen Persephone en Aphrodite (zij was verliefd op hem) voedden hem op.
Adonis was een onverschrokken jager, die vaak roekeloos te werk ging als hij op gevaarlijk wild jaagde. Dit veroorzaakte veel onrust bij Aphrodite, die bang was dat hem iets zou overkomen.
Tevergeefs smeekte ze hem het jagen voortaan te laten en bij haar te blijven, waar hem niets kon gebeuren. Maar Adonis wist haar lachend te ontvluchten en bleef het gezelschap opzoeken van de andere mannen die gingen jagen, zodat hij zich kon blijven wijden aan zijn favoriete tijdverdrijf.
Op een dag achtervolgde Adonis een wild zwijn, een achtervolging die hem veel plezier verschafte. Toen hij het dier uiteindelijk aanviel, draaide het zich echter plotseling woedend om en doorboorde het met zijn vervaarlijke slagtand de onbeschermde dij van Adonis. Hij probeerde nog weg te komen, maar zijn been weigerde mee te werken en op die manier kreeg het zwijn de kans hem dood te trappen.
Onmiddellijk kwam Aphrodite naar de plaats waar haar lieveling zo tragisch aan zijn einde was gekomen. Ze haastte zich door kreupelhout en doornstruiken, waarbij ze haar huid openhaalde aan de scherpe takken en doorns. Haar bloed kleurde de witte rozen waar ze langs kwam met een matrode tint. Toen ze aankwam op de plek des onheils, was Adonis al dood en verstijfd en haar hartstochtelijke liefkozingen werden niet langer door hem beantwoord. Aphrodite barstte toen in zo'n onstuitbare tranenvloed uit, dat bos- en waternimfen, goden en mensen en zelfs de natuur zich bij haar aansloten en samen met haar om de geliefde jongeman rouwden.
Als laatste kwam schoorvoetend Hades aan bij de droevige menigte, om de ziel van de overledene naar de onderwereld te brengen, waar hij verwelkomd zou worden door Persephone, de godin van de onderwereld. Zij zou hem naar de plaats brengen waar goede, deugdzame stervelingen voor eeuwig in gelukzaligheid verblijven, het Elysium genaamd. Aphrodite was nog altijd ontroostbaar en huilde vele, vele tranen. Zodra de tranen de grond raakten, veranderden ze in anemonen en de bloeddruppels die uit de dij van Adonis waren gevloeid en op de grond waren gevallen, groeiden uit tot prachtige rode rozen.
Aphrodite bleef echter nog altijd zo intens verdrietig, dat ze het op een gegeven moment niet meer kon verdragen. Ze ging naar de Olympus, waar ze aan de voeten van Zeus neerviel en hem smeekte Adonis los te maken uit de omhelzing van de dood, of haar toe te staan zijn lot in de onderwereld te delen.
Het was onmogelijk de godin van de schoonheid toe te staan de aarde te verlaten en naar de onderwereld te gaan, maar Zeus kon er ook niet tegen haar zo te horen smeken. Hij besloot daarom dat Adonis uit de onderwereld zou worden teruggeroepen, zodat Aphrodite hem weer bij zich kon hebben. Maar Hades had de zeggenschap over Adonis, want de onderwereld was zijn rijk en hij weigerde hem te laten gaan. Na een langdurige discussie tussen Zeus en Hades werd een regeling getroffen. Adonis mocht de ene helft van het jaar op aarde doorbrengen en moest voor de andere helft terugkeren naar het Elysium.
Aan het begin van de lente verliet Adonis de onderwereld en zo snel hij kon, ging hij naar zijn geliefde Aphrodite. Overal waar hij zijn voetstappen zette, ontloken de bloemen en begonnen de vogels te fluiten om te laten zien hoe blij ze waren met zijn komst. Zo werd Adonis het symbool van de plantengroei, die elke lente uit de bodem omhoog komt en de aarde bedekt met prachtige bladeren en bloemen en die de vogels doet fluiten. In de herfst keerde Adonis met tegenzin terug naar de onderwereld, want dan kwam het wrede wilde zwijn van de winter weer om hem met zijn slagtand te doorboren en de natuur te doen verdorren. En elk jaar in de herfst huilde de natuur om zijn vertrek.

### Symboliek
Het verhaal van Adonis behoort tot de traditie van zoenoffers, vergelijkbaar met het verhaal van Pasen.
Tegenwoordig wordt met adonis verwezen naar een mooie jongen of een knappe gespierde man, zoals bijvoorbeeld te zien is aan de Griekse standbeelden uit de tijd van de eerste Olympische Spelen.
In Ovidius' Metamorphosen wordt Adonis tijdens de jacht gedood door een wild zwijn, waarna hij in een anemoon verandert. Die bloem biedt slechts korte vreugde, omdat zij door haar licht gewicht broos en kwetsbaar is en vaak geknakt wordt door de wind. 
Ieder jaar werd aan het begin van de lente, in het oosten en in Rome, het Adonisfeest gevierd; volgens Ovidius omdat Venus zijn dood wou laten herbeleven en vertonen, een naklank van haar klagen. 